# Мелілас
Мелілас — один з 8 мукімів (районів) округи (даера) Белайт, на заході Брунею.

## Райони
- Кампонг Темпінак
- Кампонг Мелілас
- Кампонг Бенгеранг II